# 米科拉伊夫卡 (第聶伯羅區村莊)
48°21′16″N 34°41′26″E / 48.35444°N 34.69056°E

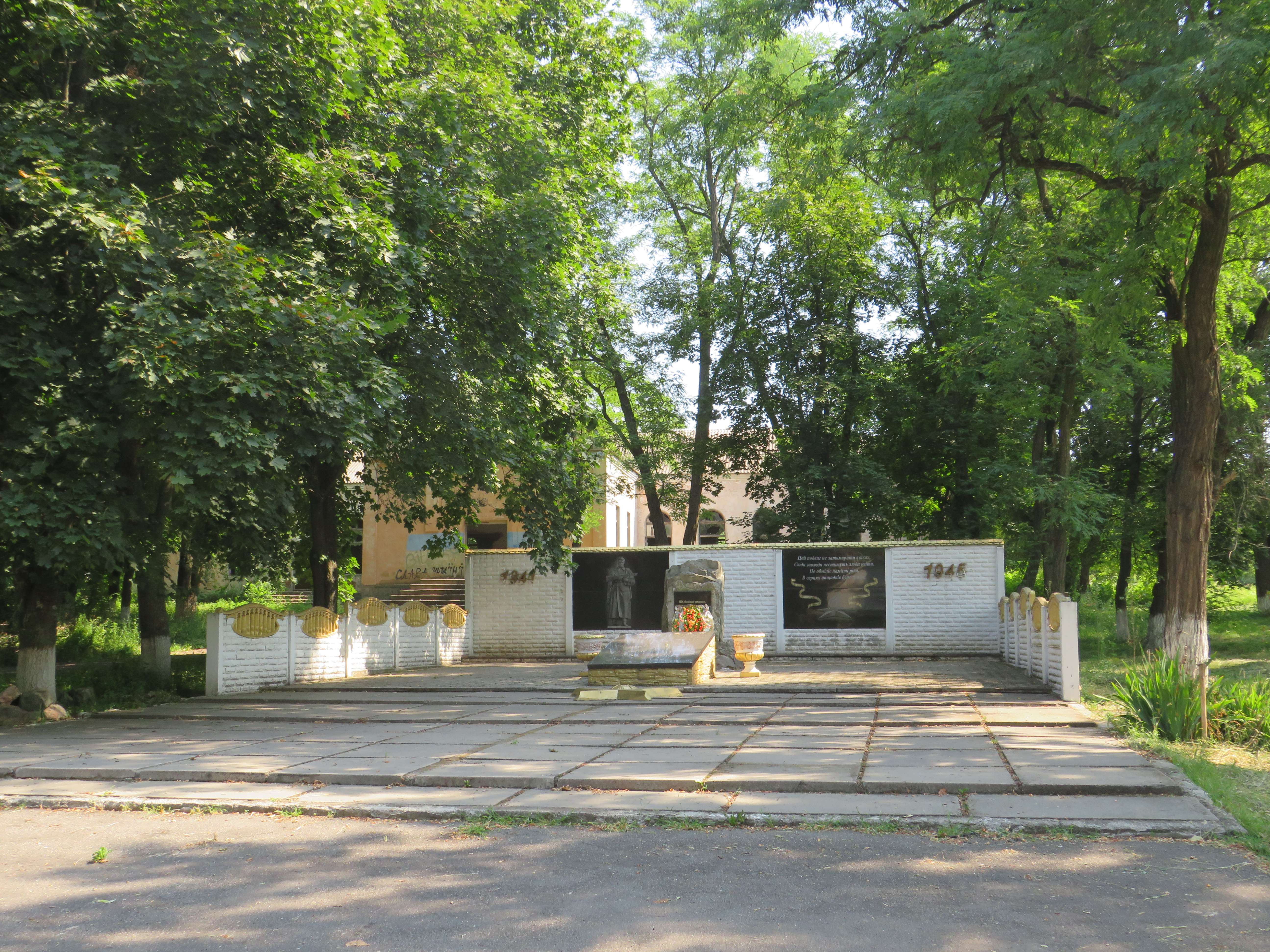
苏联烈士墓

米科拉伊夫卡（烏克蘭語：Миколаївка），是烏克蘭中部的村落，隸屬第聶伯羅彼得羅夫斯克州第聶伯羅區的米科拉伊夫卡市鎮。該村處於蘇哈蘇拉河畔，距離蘇爾斯科-米哈伊利夫卡1公里，面積5.26平方公里，海拔高度77米，人口1,200。